# 9時からやえこ お昼まで
『9時からやえこ お昼まで』（くじからやえこ おひるまで）は、2006年4月3日から2008年3月31日まで山陽放送運営のRSKラジオで放送されたラジオ番組。
三宅八重子がパーソナリティを務めていた平日午前のワイド番組で、毎週月曜 - 金曜 9:00 - 12:00（日本標準時）に放送。
番組タイトルの表記には揺れがあり、山陽放送公式サイト内でも本項の表題通りの表記と『9時からやえこ、お昼まで』表記が混在していた。